# Rolwerk

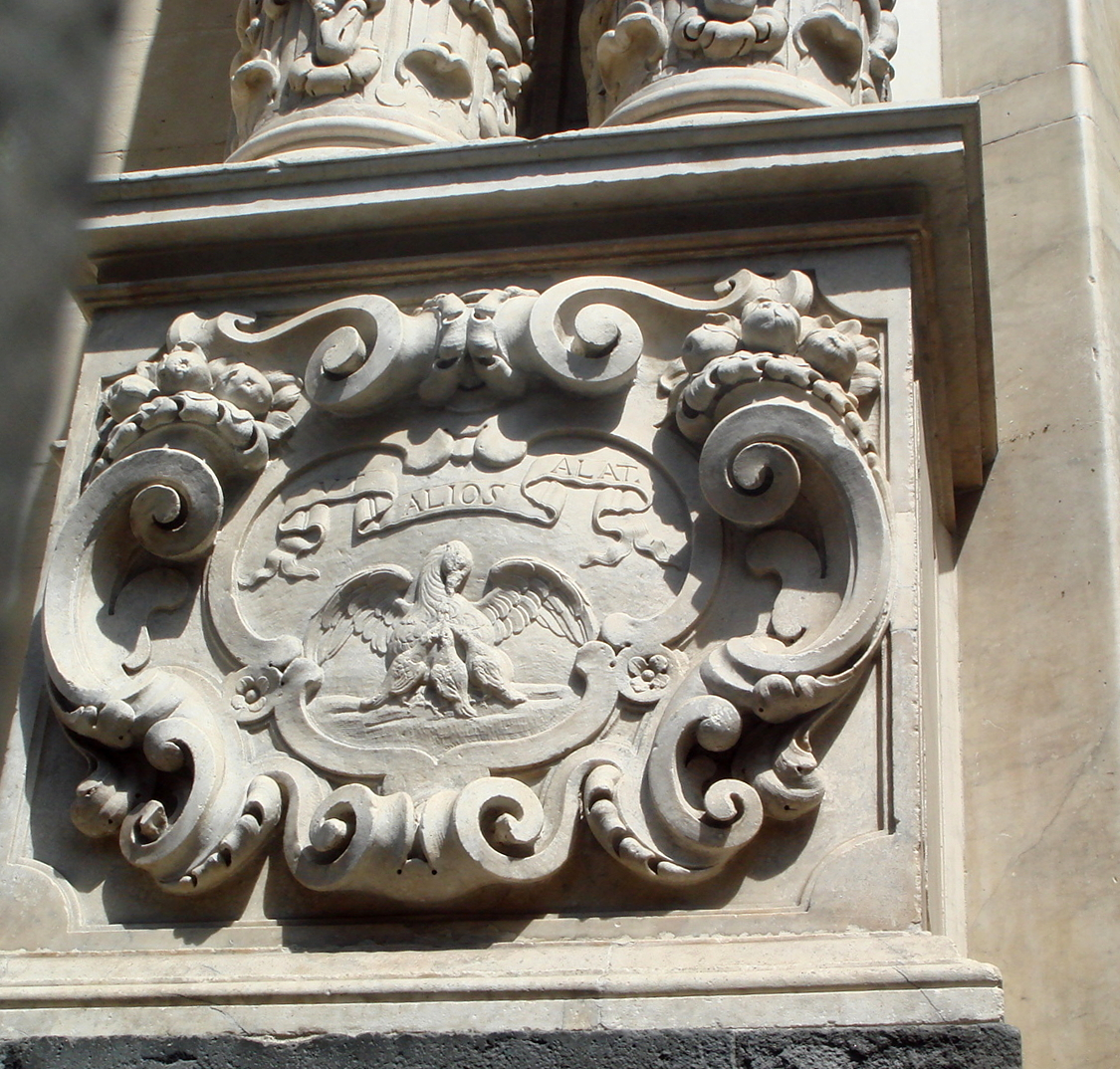
Rolwerk op een reliëf

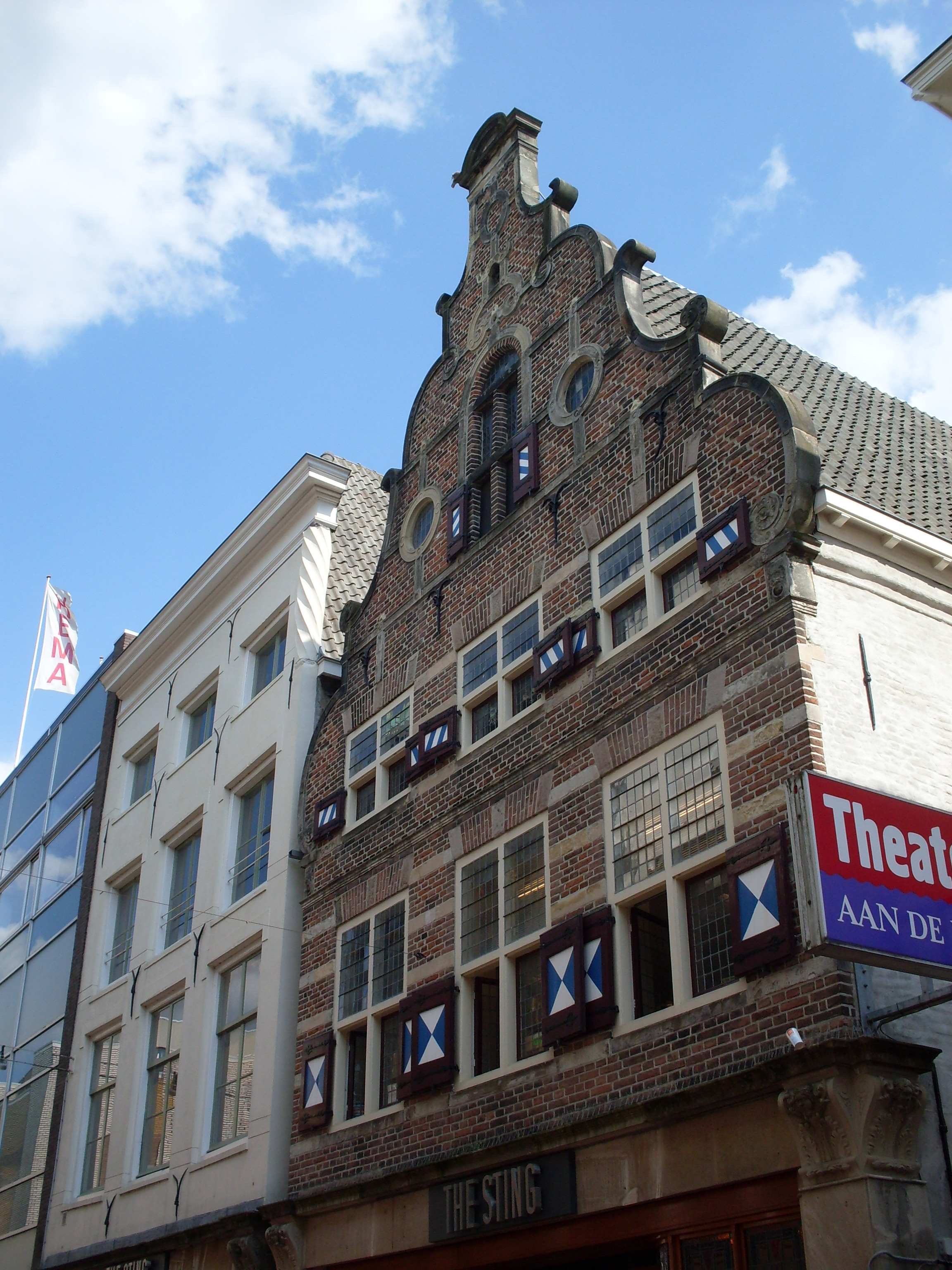
Rolwerken op een gevel

Rolwerk in de ornamentkunst is een versieringsmotief dat zich aan het eind of aan de rand omkrult, waardoor het geheel een plastisch karakter krijgt.
Het motief komt onder andere voor bij gevels, spreukbanden (banderolle), wapenschilden (cartouches). Rolwerk vindt men ook terug in de omkadering van een supraporte. Het gebruik van rolwerk was vooral in de 16e eeuw (Renaissance) in Vlaanderen en Duitsland geliefd. In het Frans gebruikt men de term cuirs découpés, omdat men de krullen interpreteert als stukken versneden en bewerkt leder.  